# Antonio da Vendri
Antonio da Vendri (Verona, 1476 ca. – Verona, 1555) è stato un pittore italiano.

## Biografia

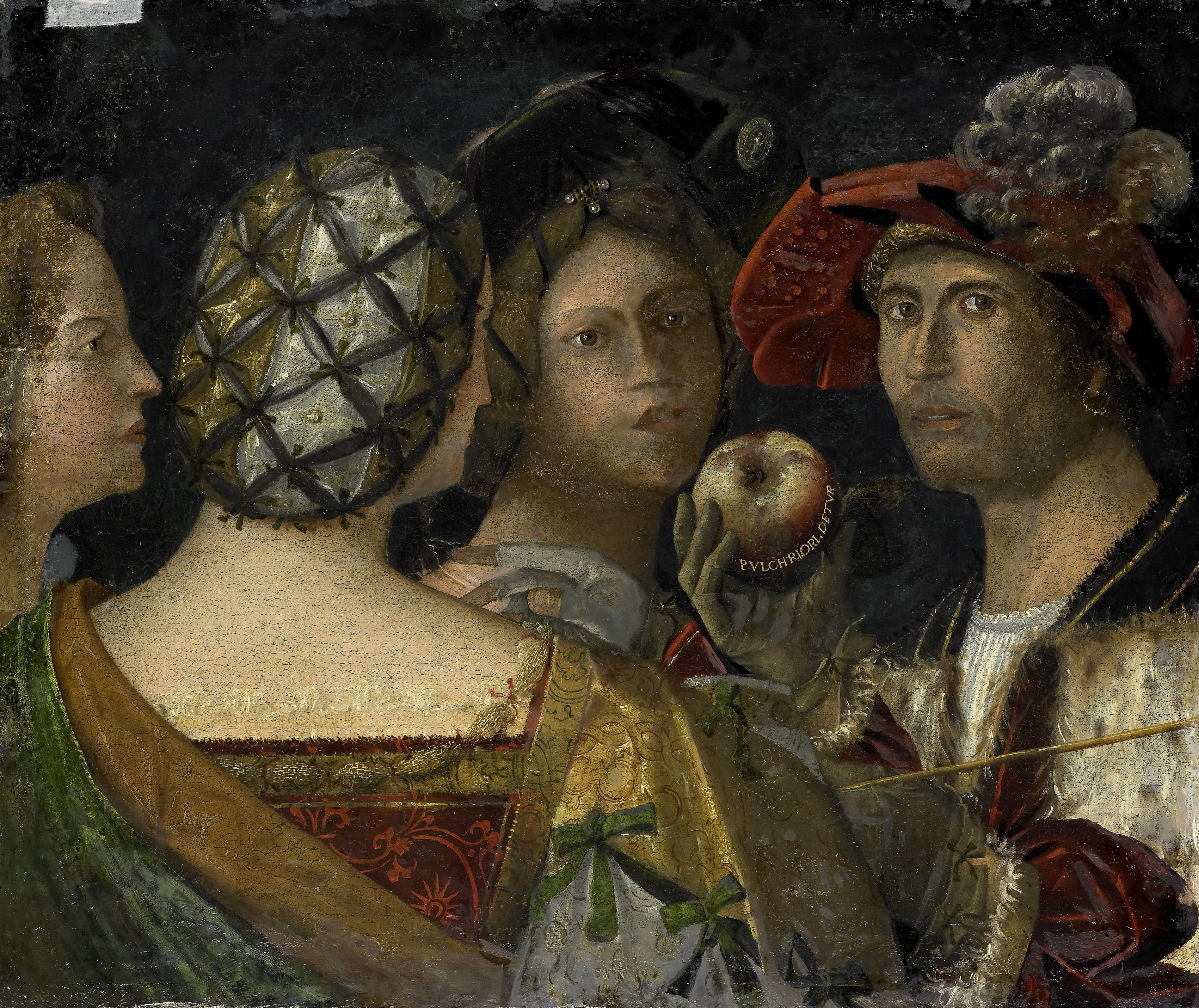
Il giudizio di Paride, Rijksmuseum, Amsterdam

Allievo di Liberale da Verona, fu attivo a Verona tra il 1517 e il 1545 e il suo nome non compare solo come pittore, ma anche come sarto e fornaio ed anche un suo fratello fu pittore.
Si occupò principalmente di opere di carattere religioso, visto anche il tipo di committenti locali; nel 1536 il cardinale Bernardo Clesio gli fece affrescare alcune stanze del Castel Toblino, nei pressi di Trento.
Gli viene attribuito un frammento di affresco, con la Madonna con Bambino e San Rocco, presente nella chiesa di Santa Maria in Stelle di Verona.
Tra i suoi lavori si ricordano:
- Madonna con Bambino tra due Angeli, 1518, Museo di Castelvecchio, Verona
- Il giudizio di Paride, Rijksmuseum, Amsterdam
- La famiglia Giusti, National Gallery, Londra